# NGC 5414
NGC 5414 é uma galáxia  localizada na direcção da constelação de Boötes. Possui uma declinação de +09° 55' 46" e uma ascensão recta de 14 horas, 02 minutos e 03,5 segundos.
A galáxia NGC 5414 foi descoberta em 25 de Abril de 1883 por Ernst Wilhelm Leberecht Tempel.